# Поньо
Поньо (итал. Pogno) — коммуна в Италии, располагается в регионе Пьемонт, в провинции Новара.
Население составляет 1488 человек (2008 г.), плотность населения составляет 149 чел./км². Занимает площадь 10 км². Почтовый индекс — 28076. Телефонный код — 0322.
Покровителями коммуны почитаются святые апостолы Пётр и Павел, празднование 29 июня.

## Демография
Динамика населения:

## Администрация коммуны
- Официальный сайт: http://www.comune.pogno.no.it/